# جوديث البافارية
جوديث البافارية (797-19 أبريل 843)؛ هي إمبراطورة رومانية مقدسة وملكة الفرنجة كالزوجة الثانية للويس الأول الورع، هي ابنة فلف الأول الألتدورفي أحد أفراد أسرة فلف الأكبر في بافاريا، تزوجت من لويس في شباط/فبراير 819 أرمل إرمينغارد الهسباوية في حفل أُقيم في آخن عاصمة الإمبراطورية الكبيرة، كانت جوديث آنذاك في 19 عاماً، في حين كان العريس في 40 عاماً، الذي كان لديه ثلاثة أبناء من زواجه الأول. في 817 قبيل وفاة زوجته الأولى إرمينغارد، أراد لويس تقسيم الإمبراطورية الكارولنجية بين أبنائه الثلاثة، لوثر سيرث المنطقة الوسطى مع آخن العاصمة ويحتفظ باللقب الإمبراطوري، في حين يحصل بيبين على الجزء الغربي (فرنسا حالياً)، ولودفيغ على الجزء الشرقي (ألمانيا حالياً)، وهذا الأخير تزوج من شقيقة جوديث الصغرى هيما.
ولكن مع ولادة ابنها شارل في 923، قامت بتحريض الإمبراطور على أعطاء ابنها جزء من إمبراطوريته وهذا القرار لم يرضه الأبناء الثلاثة مما أدى إلى صراعات داخلية بين الأبناء الثلاثة ووالدهم، في 833 تم خلع الإمبراطور لويس من قبل أبنائه الثلاثة ونفيه إلى دير سان ميدارد دي سواسون، وفي حين نفيت الإمبراطورة جوديث إلى تورتونا في إيطاليا، وأما شارل نفي إلى بروم، إلا أن لويس الأول استطاع الرجوع في العام التالي، وحقق السلام مع أبنائه في 836، ولكن سرعان ماتجدد الصراع مرة أخرى في 837 بسبب إعطاء لويس لابنه الأصغر شارل أراضي كانت من نصيب لودفيغ مما أدى إلى غضبه، ومع وفاة الابن الثاني بيبين في 838 أعلن شارل ملكاً على آكيتين، إلا أن النبلاء قاموا بانتخاب بيبين الثاني ابن بيبين، وعندما هدد لويس بالغزو اندلعت الحرب الكبرى في غرب وشرق الإمبراطورية، ومع ذلك تحالف الابن البكر لوثر مع والده، ومع وفاة الإمبراطور لويس في 840 اندلعت حرب أهلية بين الأخوة الثلاثة والتي لم تنتهي إلا بمعاهدة فِردان في 843 التي اعترفت بابنها ملك على غرب الإمبراطورية (فرنسا حالياً)، إلا أن جوديث لم يتيسر لها أن تشهد ذلك لأنها توفيت قبيل المعاهدة.